# Pintura islámica

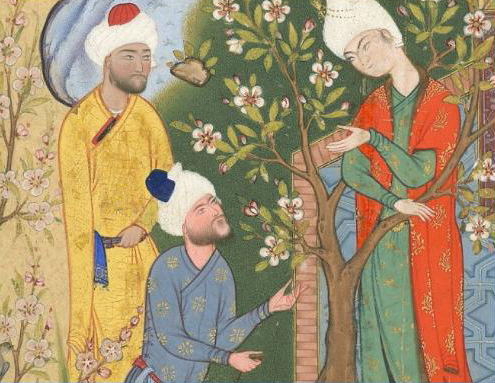
Joven y pretendientes, Mashhad, Irán, 1556-1565.

La pintura islámica, en comparación con la arquitectura islámica, es una de las ramas artísticas menos desarrolladas. Se utiliza sobre todo como elemento decorativo en las edificaciones, normalmente a través de la escritura (decoración caligráfica mediante versículos del Corán), dibujos geométricos o vegetales y, más raramente, mediante la representación figurativa de personas y animales. Pero también destaca la iluminación en los libros sagrados y profanos.

## Características generales
La primacía del mensaje de Mahoma sobre el mensajero en el Islam conlleva que se desarrolle la pintura como motivo decorativo (la epigrafía). De ahí la tendencia anicónica latente en el islam desde los primeros momentos. La representación de humanos, animales o cualquier otro sujeto figurativo está prohibida dentro del Islam, para que los creyentes no se conviertan a la idolatría, de ahí que sea difícil encontrar representaciones religiosas figurativas dentro de la cultura musulmana. Esto motivó, a su vez, un gran desarrollo de motivos geométricos y vegetales con un grado de abstracción cada vez mayor que, junto a la epigrafía, definirán la ornamentación en el arte islámico. 

A pesar de este tabú, algunos países islámicos cultivaron una rica tradición pictórica, no de manera aislada, sino como compañera de la palabra escrita. Así, el arte iraní o persa, conocido ampliamente como miniatura persa. Además, se conservan representaciones de figuras humanas y animales, particularmente en la cerámica.
La pintura islámica está muy ligada al conocimiento de la lengua; todos los motivos geométricos de la ornamentación se extraen de una fórmula del polígono. Las figuras geométricas se transformaban en números que, mediante repeticiones, determinan cadencias.
En el despliegue de los arabescos aparecen figuras centrales que son puntos de partida o de llegada de las líneas por complicados caminos, lo que da un efecto rítmico. No hay nada de caprichoso en los caminos de las líneas, todo depende de un criterio de unidad derivado de la idea de un solo Dios.

## Libros con miniaturas
Para los musulmanes ortodoxos representar seres vivientes era un insulto a la unidad divina de Alá. Ellos excluían imágenes religiosas o representaciones de hombres o animales.
Sin embargo, las prescripciones de Mahoma que prohibían la representación de seres humanos no siempre fueron respetadas. El arte de la miniatura se desarrolló al margen del Islam. 
Persia, al beneficiarse de la protección de príncipes y grandes señores que unían cultura a placer, nos legó los nombres de algunos artistas cristianos extranjeros a quienes sólo les era permitido dedicarse a la ilustración de libros porque la arquitectura y la pintura mural de los edificios oficiales estaban al servicio de la religión oficial y no permitían el arte figurativo.
Los lujosos libros pertenecientes a príncipes y ricos coleccionistas se dividen en tres grupos de manuscritos: árabes, persas y turcos. 
La pintura religiosa era ascética y geométrica, pero la pintura de los libros con miniaturas era voluptuosa y sensual. 
Tendía a la simetría con un orden hierático alrededor de un personaje central inmóvil. El arte figurativo obedecía a los caprichos de la moda y sufrió cambios con el tiempo. Bajo el imperio de los abásidas la influencia iraní reemplazó la influencia clásica helénica oriental. A fines del siglo XII retornaron las influencias occidentales. La herencia del arte griego  mostraba una preocupación naturalista pero la iraní mostraba una indiferencia por el realismo y una tendencia hacia la abstracción con formas vegetales tratadas como elementos rítmicos.
Algunas miniaturas nos legaron documentos que nos permiten conocer cómo era la vida de los musulmanes de la época, a pesar de que, como el mundo islámico era exclusivamente masculino, las mujeres rara vez aparecían porque trataban temas de la vida pública.

## Pintura mural

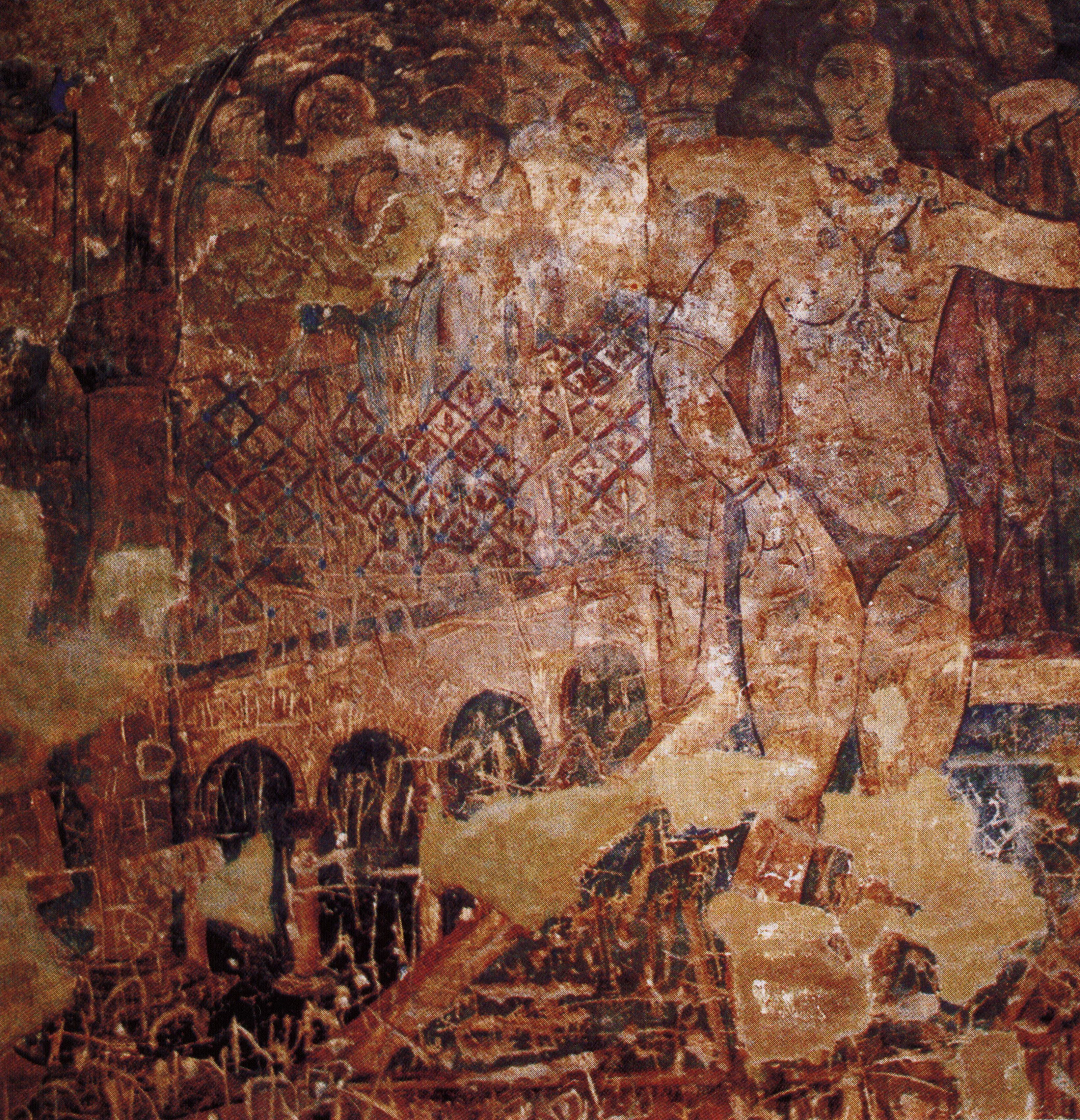
Fresco de Qusair Amra.

Dentro de la pintura mural, destacan, en un primer momento, las pinturas de los palacios sirios, como el de Qusair Amra, en el que se narra la historia del rey visigodo don Rodrigo y contiene escenas íntimas del baño de las mujeres.
En el Egipto fatimí, chiita (909-1171) se constata la existencia de una rica iconografía, con representaciones animales y humanas. Se enriqueció, tanto estilística como técnicamente, a través de sus contactos con las culturas de la cuenca mediterránea, sobre todo Bizancio. 
Posteriormente, se realizaron pinturas en la zona de dominación turca. En España, hay pinturas genuinamente islámicas en el Partal granadino. Las que pueden verse en la Sala de los Reyes de la Alhambra son realizadas por artistas cristianos, siendo más propias del arte occidental que del arte islámico.

## La iluminación
La iluminación de libros es la forma de pintura más destacada de la época. La escuela de miniaturistas de Bagdad ilustró numerosas obras científicas de origen helenístico. Igualmente, muchas pinturas ilustraron numerosos ejemplares de la novela las Sesiones del Hariri. Posteriormente, el arte de la miniatura se cultivó sobre todo en las regiones islámicas no propiamente árabes, como Persia y la India mongola.
Por lo tanto, hay tres ámbitos o momentos diferenciados de estas iluminaciones:
- Árabe, que abarcaría desde la Yasira, pasando por Siria y Egipto, hasta llegar al Magreb pasando por todo el Norte de África.
- Persa, que se referiría especialmente a los manuscritos realizados en la Meseta iraní, en particular mientras fue dominada por los mongoles. Se ilustraron obras épicas o románticas. Los ilustradores persas evitaron deliberadamente el uso del sombreado y de la perspectiva, aunque estaban familiarizados con estas técnicas en su historia preislámica, para no infringir la regla de no crrear ninguna ilusión parecida a la vida en el mundo real. Su propósito era no representar el mundo tal como es, sino crear imágenes de un mundo ideal de belleza intemporal y orden perfecto. Representa el clímax de la pintura en Irán, con maestros como Kamaleddin Behzad.
- Indio, que se refiere a todas las obras de origen mongol.